# Kult
Kult oder Kultus (von lateinisch cultus [deorum] „Götterverehrung“, von colere „anbauen, pflegen“) umfasst die Gesamtheit religiöser Handlungen. Das abgeleitete Adjektiv kultisch unterscheidet sich vom umgangssprachlichen kultig, dem Adjektiv von Kultstatus. Obwohl Kult vor allem als Bezeichnung für religiöse oder spirituelle Praxis benutzt wird, ist die Bedeutung in der Alltagssprache weiter gefasst und schließt auch andere Arten von ritualisierten Handlungen ein. Dabei wird ein Kult durch drei Aspekte bestimmt: ein Kultobjekt, eine den Kult ausführende Personengruppe sowie eine Anzahl mehr oder weniger ritualisierter Kulthandlungen. Ein Kult findet meist an einer Kultstätte oder mit Bezug auf einen besonderen Ort statt. Kultstätten sind Bauwerke oder Plätze, die in ihrer Gestaltung durch die entsprechende Kultur geprägt sind, als Anlage klar erkennbar und häufig auch durch ihre topographische Lage hervorgehoben sind.

## Kulthandlungen
Im Kult betritt der Mensch eine Sphäre, die sich deutlich vom Alltagsleben abhebt. Zu kultischen Handlungen oder Kulthandlungen versammeln sich Menschen, um mit einer konkreten oder abstrakten überirdischen Wesenheit in Verbindung zu treten, mit dem Ziel, sie gewogen zu stimmen oder zu einer bestimmten Handlung zu motivieren. Die Ausübung des Kultes verlangt eine angemessene Vorbereitung und Beschaffenheit, sie ist an bestimmte Orte gebunden und auf gewisse Zeiten beschränkt. Meistens folgt eine Kulthandlung – etwa eine Anbetung oder ein Gottesdienst – einem tradierten und ritualisierten Ablauf, einem Ritus.
Kulthandlungen beinhalten oft die Verehrung von Objekten: Ahnenkult, Bilderverehrung, Cargo-Kult, Dämonenkult, Dionysoskult, Feldkult, Heiligenverehrung, Krisenkult, Totenkult.

## Inhalte von Kulten
Kult kann bestehen aus Ritualen, Opfern, Gebeten, Mahlzeiten, Rezitation oder Inszenierung von Mythen, sakraler Musik und kultischem Tanz.
Ebenfalls zum Kult gehört die Pflege der weltlichen Symbole des Kultobjekts: seines Ortes (Sakralbau, Altar), seines Bildes (Ikone) sowie die Einhaltung geheiligter Zeiten in Form von Festen und Fasten. Meistens sind besondere Personen mit der Rolle der Traditionspflege betraut (beispielsweise Priester).
Neben mehr oder weniger ritualisierten und teilweise starr vorgegebenen Handlungen kann zum Kult eine gewisse Spontaneität, Ekstase, Besessenheit, Erneuerung (Reformation) und Erweckung gehören.

## Religiöse Funktion von Kulten
Ziel des Kultes ist ursprünglich Kraftmehrung sowohl des Kultobjektes als auch seiner Verehrer. Wird das Vorhandensein eines göttlichen Willens vorausgesetzt, so ist der Kult seitens des Menschen ein Mittel, auf diesen Willen einzuwirken, um drohendes Unheil abzuwehren, Vergehen zu beseitigen, sich Segnungen zuzuwenden und darüber hinaus die innere Verbindung mit der Gottheit zu pflegen. Zwar stellt der Kult grundsätzlich das konservative Element in der Religion dar, doch wird er auch Gegenstand von Bemühungen um eine tiefer verstandene und mehr geistig durchdrungene Frömmigkeit.

## Soziale Funktion von Kulten
Kulthandlungen haben eine wichtige Aufgabe für die religiöse Gemeinschaft, insbesondere für den sozialen Zusammenhalt von religiösen Gruppen, sowie für die sakrale Legitimation weltlicher Herrschaft, wie sie in den altorientalischen Königreichen erfolgte. Auch für die Selbstrepräsentation des antiken Athen und anderen Stadtstaaten waren Kulte wie die Dionysien und die Panathenäen von großer Bedeutung. 
Kulthandlungen wie Prozessionen und Tänze, sportliche Wettkämpfe, kommunikative Zeremonien (Umarmung), kultisches Essen und Trinken, symbolische Gegenstände (Kerzen etc.) schaffen eine Basis der Gemeinsamkeit. Dazu kann ein intellektuelles Ritual wie eine Predigt oder ein Panegyrikus (eine Prunkrede oder ein kunstvoller Vortrag) hinzukommen.
Kultisch begangene Übergangsriten (Geburt, die Aufnahme in die Gemeinschaft der Erwachsenen, Ehe, Mutterschaft, Tod) dienen der Bestätigung und Vergewisserung der Zugehörigkeit zur Gemeinschaft.
Die Ausführung eines Kults unterliegt weithin akzeptierten Normen. Konventionen regeln die angemessene Kleidung, Speise, Feiertagsregeln, auch die Zugehörigkeit und Akzeptanz usw. Das Auftreten fremder Kultusgemeinschaften durch Migration kann aufgrund großer Unterschiede in religiösen Praktiken zu Auseinandersetzungen führen, die einerseits die Toleranz herausfordern, andererseits die Kultgemeinschaften zusammenschweißen.

## Wirtschaftliche Aspekte von Kulten
Oft waren kultische Feste in der Antike mit Pilgerfahrten und messeähnlichen Veranstaltungen verbunden und erhielten eine große wirtschaftliche Bedeutung, die der des heutigen Tourismus vergleichbar ist. So fand auf der Insel Delos jährlich die ionische Panegyris statt, die große Pilgerscharen anlockte. Die Weihegeschenke wurden dort im Schatzhaus des Apollon gehortet. Dieser Tempelschatz entwickelte sich zu einer Bank, die Geld gegen Zinsen auslieh. Die relativ unbedeutende Insel wurde so zu einer zollfreien Drehscheibe des Warenverkehrs in der Ägäis. Das Apollonheiligtum sicherte die Unangreifbarkeit des Schatzes und der Pilgerstrom die relative Unabhängigkeit der Insel im hellenistischen Zeitalter.
Erhebliche lokale wirtschaftliche Bedeutung hatten z. B. auch die Panhellenischen Spiele in Olympia und die Pythischen Spiele in Delphi.
So hatten Kulte (allerdings auch in Verbindung mit zentralen, Normen setzenden Autoritäten und mit der staatlichen Steuererhebung) eine große Bedeutung für die Durchsetzung der Geldwirtschaft. Anfänglich wird dem Geld nur Vertrauen entgegengebracht, wenn es kultisch besetzt ist. Wie in die Leistungsfähigkeit der Götter vertraut man auch in die des Geldes, ohne sie völlig überblicken zu können. Nach Bernhard Laum hat die Geldwirtschaft ihren Ursprung weniger in der allgemeinen zeremoniellen Bedeutung und Sakralisierung des Geldes, sondern im konkreten Akt der Entlohnung im Rahmen der Tempelkulte durch den obolòs.